# 魚そうめん
魚そうめん（うおそうめん、魚素麺）とは、日本の料理の1種、または、日本の食材の1種である。なお、料理の魚そうめんは通常のそうめんを使った料理だが、食材の魚そうめんは魚肉練り製品である。

## 概要

### 料理の魚そうめん
料理の魚そうめんは、煮魚を作った時の煮汁をつけ汁として利用し、一般的なそうめんを食べるという料理である。三重県度会郡南伊勢町の郷土料理。まず、魚を調味料で煮て煮魚を作り、魚の煮汁を作る。その後、魚とは別にそうめんを茹でて、ネギのような薬味を用意する。あとは、そうめんを魚の煮汁をつけ汁として薬味と共に食べる。

#### この節の参考文献
- 魚そうめん - 南伊勢町

### 食材の魚そうめん
食材の魚そうめんは、そうめんのような形状をした魚肉練り製品であり、したがって、そうめんではない。タラ、グチ、イトヨリ、ハモなどの白身魚のすり身に、葛粉または澱粉、卵白、味醂、砂糖、食塩、その他の調味料を混合し、これをそうめんのような細長い形状にして、それを加熱することで、白色の魚そうめんが製造される。なお、ここに抹茶も加えることで、緑色の魚そうめんが製造される。こちらは、主に京都で夏季に製造・販売されている。食べ方は、まず熱湯で茹でて、茹で上がったら冷やし、ここに出汁を掛けて食する。これは祇園祭の際に鱧料理などと共に食される料理の1つとして知られている。なお、吸い物の中に椀種（具）として入れて食べる場合もある。

#### この節の参考文献
- 京のいっぴん物語 - 魚そうめん - KBS京都